# Miguel Montero
Miguel Ángel Montero (San Miguel de Tucumán, 9 de julio de 1922 - Buenos Aires, 29 de agosto de 1975). Fue un cantante argentino de tango. Sus trabajos con la orquesta de Osvaldo Pugliese fueron notables, incluyendo las canciones Acquaforte y Antiguo reloj de cobre. 

## Vida
Miguel Montero nació el 9 de julio de 1922 en San Miguel de Tucumán, en la provincia argentina de Tucumán. En 1924, su familia se mudó a la ciudad de Córdoba y, posteriormente, a Buenos Aires.
En 1938, bajo el seudónimo de Alberto Luna, trabajó en Radio Del Pueblo, acompañado por los guitarristas José Di Napoli y los hermanos Legarreta.
A principios de la década de 1940, se unió a la orquesta de Pedro Maffia como cantante profesional. En 1942, actuó en Radio El Mundo, y en 1943, tras el regreso de Juan Carlos Cobián de los Estados Unidos, fue seleccionado por Cobián como su vocalista y actuó junto a él.
En 1965, Armando Cupo acompañó con su orquesta a Miguel Montero para  grabar para el sello Odeón 14 temas, que incluyeron Fuimos, Me están sobrando las penas, Por las calles de la vida, Qué solo estoy y Tristezas de la calle Corrientes.
Murió el 29 de agosto de 1975.

## Discografía
- 1961: "Una guitarra" - ODEON
- 1963: "Miguel Montero" - ODEON
- ????: "Miguel Montero y su orquesta típica - Volumen 1" - ODEON
- 1967: "Por las calles de la vida" - ODEON
- 1968: "Madrugada" - ODEON
- 1969: "Amor y Tango" - EMI ODEON
- ????: "Voz de Tango" - GROVE
- ????: "Ventanita de arrabal" - RCA
- ????: "Y así nació éste tango" - EMI ODEON
- 1970: "Pa' la muchachada" - EMI ODEON
- 1971: "Nuestro pueblo" EMI ODEON
- 1972: "Recordando mi barrio" - EMI ODEON
- 1972: "Inolvidable Negro Montero" - EMI ODEON
- 1972: "Con permiso soy el tango" - EMI ODEON
- 1972: "Pobre mi madre querida" - EMI ODEON
- 1972: "Antiguo reloj de cobre" - EMI ODEON
- 1974: "Jamás lo vas a saber" - EMI ODEON
- 1981: "Sentir de Tango" - EMI ODEON
- 2002: "Sus más grandes canciones" - EMI ODEON
- 2004: "Osvaldo Pugliese - Sus Grandes Éxitos - Cantan Miguel Montero y Jorge Maciel" - EMI ODEON
- 2005: "Sus primeras grabaciones" - EMI ODEON